# جین مویر (هنرپیشه)
جین مویر (انگلیسی: Jean Muir; ‏۱۳ فوریهٔ ۱۹۱۱ – ۲۳ ژوئیهٔ ۱۹۹۶) یک هنرپیشه اهل ایالات متحده آمریکا بود.

## گزیده فیلمشناسی
از فیلم‌ها یا برنامه‌های تلویزیونی که وی در آن نقش داشته‌است می‌توان به آثار زیر اشاره کرد.
- زن (فیلم ۱۹۳۳) (۱۹۳۳)
- دکتر مونیکا (۱۹۳۴)
- رؤیای شب نیمه تابستان (فیلم ۱۹۳۵) (۱۹۳۵)

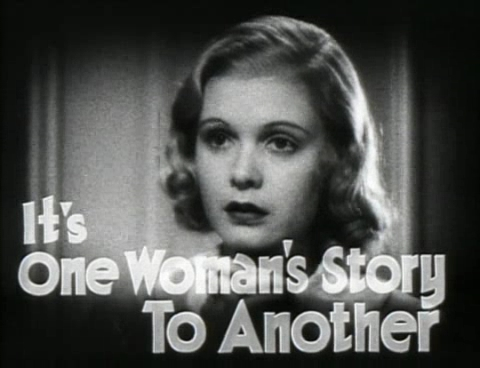

- و یکی زیبا بود (۱۹۴۰)
- زیبای پایدار (فیلم ۱۹۴۳) (۱۹۴۳)